# Cèfal d'Atenes
Cèfal d'Atenes (en llatí Cephalus, en grec antic Κέφαλος "Képhalos") fou un eminent orador atenenc i demagog, nascut al demos de Còlit, que va florir al temps i després de l'època dels Trenta Tirans, en l'enderrocament dels quals sembla que va tenir una part important.
Per tant, devia viure a finals del segle v aC i al segle iv aC. Èsquines relata que, en una ocasió, quan Cèfal va acusar Aristòfon d'Azènia, aquest va presumir que havia estat absolt setanta-cinc vegades d'acusacions públiques. Cèfal li va respondre que, durant la seva llarga vida pública, mai no havia estat acusat. Va deixar una filla anomenada Oea que es va casar amb Quèrops, segons Suides i Joan Tzetzes.
Segons Suides va ser el primer que va escriure προοίμια (pròlegs) i ἐπιλόγοι (epílegs) als seus discursos. L'Etymologicum Magnum en conserva un fragment. Ateneu de Naucratis diu que va escriure un ἐγκώμιον (Encomi) sobre la cèlebre hetera Lagis o Lais, l'amant de Lísies, encara que alguns autors no ho veuen possible, perquè un encomi d'aquesta mena no és digne d'un orador distingit.